# Razvojna geografija
Razvojna geografija je dio antropogeografije koja proučava Zemljinu geografiju i njezin odnos s gospodarskim razvojem. Vrlo je bliska ekonomskoj geografiji i razvojnoj ekonomiji. Ova grana antropogeografije se isprepliće s resursnom raspodjelom i potrošnjom, demografikom, kvalitetom tla, topografijom, klimom te prirodnim katastrofama. Budući da je svijet podijeljen na gospodarski razvijenije zemlje (također nazvane razvijene zemlje ili zemlje Prvog svijeta) i gospodarski slabije razvijene zemlje (također zemlje u razvoju ili zemlje Trećeg svijeta), bogatstvo (i novac i mineralne sirovine) je nejednako raspodjeljeno među svjetskim stanovništvom s velikim posljedicama na okolinu i načine življenja ljudi. Geografi u razvojnoj geografiji proučavaju prostorne obrasce u razvoju i pokušavaju pronaći karakteristike kojima se može izmjeriti gospodarski razvoj. Oni pokušavaju razumjeti i geografske uzroke i posljedice različitog razvitka.

## Mjerenje razvoja
Postoje mnoge metode koje koriste geografi za kvantitativno određivanje i uspoređivanje razvoja različitih zemalja, a svaka od njih ima svoje jakosti i slabosti.
Kvantitativni pokazatelji su numerički pokazatelji razvoja.
- BNP po glavi stanovnika mjeri vrijednost svih dobara i usluga proizvedenih u zemlji izuzevši one koje su proizvele strane tvrtke u toj zemlji. Ovaj pokazatelj se naširoko koristi, ali ima mnoge probleme. Ne uzima u obzir raspodjelu novca koja ponekad može biti ekstremno nejednaka kao što je u UAE-u gdje novac od nafte uzima bogata elita i koji ne struji u čitavoj zemlji. BNP ne mjeri da li proizveden novac stvarno poboljšava ljudske živote. To je važno jer je u mnogim slabije razvijenim zemljama vidljiv veliki rast u bogatstvu, ali samo malen rast u sreći. BNP rijetko uzima u obzir neslužbeno gospodarstvo koje uključuje održivu poljoprivredu i poslove na crno, tj. neplaćene poslove koji su često obilni u slabije razvijenim zemljama. U slabije razvijenim zemljama često je skupo pouzdano prikupiti ove podatke, pa neke vlasti namjerno ili nenamjerno objavljuju nepouzdane vrijednosti BNP-a. On se često prikazuje u US dolarima zbog promjenjivih stopa valutne zamjene koja može iskriviti pravu uličnu vrijednost novca pa se često zamjenjuje upotrebom pariteta kupovne moći (PKM) u kojem se izračunava stvarna usporedna kupovna moć novca u zemlji.
- Društveni (demografski) pokazatelji uključuju stopu rodnosti, stopu smrtnosti i stopu plodnosti.
- Zdravstveni pokazatelji uključuju prehranu (dnevne kalorije, kalorije iz bjelančevina, postotak neishranjenosti), smrtnost dojenčadi i broj stanovnika na jednog liječnika.
- Gospodarski pokazatelji uključuju stopu nezaposlenosti, potrošnju energije i postotak BNP u primarnim industrijama.

Složeni pokazatelji spajaju nekoliko kvantitativnih pokazatelja u jedan oblik te općenito omogućuju uravnotežniji pogled na zemlju. Obično uključuju jedan gospodarski, jedan zdravstveni i jedan obrazovni pokazatelj.
- HDI (Indeks ljudskog razvoja) je najrašireniji danas korišteni složeni pokazatelj. Broj se izračunava između 0 i 1 uzimajući u obzir najvažnija mjerenja: BNP po glavi st., stopu pismenosti odraslih, stopu školskog upisivanja i očekivanu dob. Započeli su ga Ujedinjeni narodi 1990. kako bi zamijenili BNP radi pouzdanijeg načina mjerenja razvoja. HDI između 1 i 0.8 se smatra visokim, 0.8 do 0.6 srednjim, a 0.6 do 0.4 niskim.
- Ostala složena mjerenja uključuju PQLI (indeks fizičke kvalitete života) preteči HDI-ja koji je koristio stopu smrtnosti dojenčadi umjesto BNP-a po glavi st., a rangirao je zemlje od 0 do 100. Izračunava se dodijeljivanjem svakoj zemlji rezultata od 0 do 100 za svaki pokazatelj uspoređen s drugim zemljama u svijetu. Prosjek ova tri broja čini PQLI zemlje.
- HPI (indeks ljudskog siromaštva) koristi se za izračunavanje postotka ljudi u zemlji koji žive u relativnom siromaštvu. U namjeri da se bolje razluči broj ljudi u abnormalno siromašnim uvjetima života koristi se HPI-1 u zemljama u razvoju, a HPI-2 u razvijenim zemljama. HPI-1 se izračunava na temelju postotka ljudi bez pristupa sigurnoj vodi, zdravstvenim uslugama i postotku djece mlađe od 5 godina koja su pothranjena. HPI-2 se izračunava na temelju postotka ljudi koji ne prežive do 60 godine, stopi funkcionalne nepismenosti odraslih i postotku ljudi koji žive ispod 50% srednjeg osobnog raspoloživog dohotka.
- GDI (indeks razvoja prema rodu) mjeri rodnu jednakost u zemljama u terminima očekivanog trajanja života, stopama pismenosti, pohađanju škole i dohotku.

Kvalitativni pokazatelji uključuju opise uvjete života i ljudsku jednakost života. Oni su korisni u analiziranju obilježja koji se ne mogu lako pretvoriti u brojeve poput slobode i sigurnosti.
Primjer podataka
| HDI rang | Zemlja     | BDP po glavi stanovnika (PKM US$) (HDI) 2002. | Indeks ljudskog razvitka (HDI) vrijednost 2002. |
| -------- | ---------- | --------------------------------------------- | ----------------------------------------------- |
| 3        | Australija | 28.260                                        | 0,946                                           |
| 72       | Brazil     | 7.770                                         | 0,775                                           |
| 147      | Zimbabve   | 2.400                                         | 0,491                                           |

Izvor UN-ovo izvješće o ljudskom razvoju (HDR). UN-ovo izvješće o ljudskom razvoju je standard za većinu razvojne statistike diljem svijeta i dostavlja ga slobodno na svojim internetskim stranicama.

## Geografske razlike u razvoju
Važno je samo shvatiti kako je nejednako raspodjeljeno svjetsko bogatstvo. Gospodarski rast tijekom posljednjih 50 godina bio je impresivan. Općenito bogatije zemlje napreduju bržom stopom nego siromašnije jer imaju više novaca za ulaganja u napredak.
"Globalno bogatstvo također se povećalo u materijalnim terminima, a tijekom razdoblja od 1947. do 2000., prosječni dohodci po glavi st. su se utrostručili dok se BDP povećao skoro deseterostruko (s 3 bilijuna na 30 bilijuna USD)… preko 25% od 4.5 milijarde ljudi u slabije razvijenim zemljama još uvijek imaju očekivanu životnu dob ispod 40 godina. Više od 80 zemalja imali su nizak godišnji dohodak po glavi st. u 2000. godini od onoga iz 1990. Prosječni dohodak u pet najbogatijih zemalja na svijetu je 74 puta veći od razine pet najsiromašnijih, najveći koji je ikad postojao. Skoro 1.3 milijardi ljudi nema pristupa čistoj vodi. Oko 840 milijuna ljudi je ispod poštenih uvjeta."  - Codrington, Stephen. Planet Geography treće izdanje (2005.) stranica 97. 
Najslavniji obrazac u razvoju podjela je na Sjever i Jug. Podjela Sjever-Jug je crta koja odvaja bogati Sjever ili razvijene zemlje od siromašnog Juga. Ova linija podjele nije pravocrtna kao što zvuči te dijeli globus u dva glavna dijela.
"Sjever" se u toj podjeli odnosi na Sjevernu Ameriku, Europu, Rusiju, Japan, Australiju i Novi Zeland. Zemlje unutar tog područja općenito su gospodarski razvijenije. "Jug" stoga objedinjuje ostatak južne polutke, te se većinom sastoji od slabije razvijenih zemalja. Druga moguća linija raspodjele je Sjeverna obratnica s izuzetkom Australije i Novog Zelanda. Treba se kritički sagledati kako je status zemalja daleko od statičnoga i da će se obrazac iskriviti zbog brzog razvoja južnih zemalja od kojih mnoge spadaju u NIZ-ove (nove industrijalizirane zemlje) uključujući Tajland, Brazil, Maleziju, Meksiko i druge. Te zemlje proživljavaju poduprt brzi razvoj uz rastući izvoz i manufakturnu industriju.
Većina zemalja prolazi kroz značajne poraste u bogatstvu i životnom standardu. Nažalost postoje iznimke ovog pravila. Značajan je bivši Sovjetski Savez koji je proživio glavan slom industrije u prijelazu na tržišno gospodarstvo. Mnogi afrički narodi su nedavno prošli kroz smanjenje BNP-a zahvaljujući ratovima i epidemiji AIDS-a među kojima su Angola, Kongo, Sierra Leone i druge. Arapski proizvođači nafte u svojoj potpori BNP-a počivaju uvelike na izvozu nafte tako da neka smanjenja u tržišnoj cijeni nafte (trenutno bez izgleda) može odvesti do brzog pada njihova BNP-a. Zemlje čija većina dohotka počiva na samo nekoliko izvoznih proizvoda ranjiva su na promjene u tržišnoj vrijednosti tih roba pa se često pogrdno nazivaju banana republike. Mnoge zemlje u razvoju počivaju na izvozu nekoliko primarnih dobara koji čini većinu njihova dohotka (kava i drvo primjerice), pa to može opustošiti zemlje kada cijene tih roba padnu, ostavljajući ih bez ikakvog načina da otplate svoje dugove.
Unutar zemalja bogatstvo se koncentrira više oko urbanih područja nego oko ruralnih. Bogatstvo također teži prema područjima s prirodnim bogatstvima ili u područja koja su upletena u tercijarne (uslužne) djelatnosti i trgovinu. To vodi nakupljanju bogatstva oko rudnika i novčanih središta poput New Yorka, Londona i Tokija.

## Uzroci nejednakosti
Postoje mnogi razlozi zašto se neke zemlje razvijaju brže od drugih. Ipak se ističe pet glavnih razloga među kojima ima i mnogo preklapanja:
- socijalni

Što zemlja ima više novaca, to ga može više potrošiti na zdravstvenu brigu, obrazovanje i kontrolu rodnosti. Društvene tradicije koje destimuliraju kontrolu rodnosti povećavaju njenu stopu i usporavaju gospodarski razvoj siromašnih zemalja. Različita društva različito vrednuju naporan rad, materijalnu dobit i društvenu koheziju, pa je jasno da će to imati učinka na različit rast i učinkovitost.
- povijesni

Kolonijalizam je vjerojatno povijesni faktor koji je imao najveći utjecaj na razvoj pojedinih zemalja. Vodio je bogatstvo prema Europi i Sjevernoj Americi na trošak mnogih afričkih, južnoameričkih i azijskih zemalja koje nisu primale razumne cijene za svoja dobra. Europski kolonizatori sagradili su od tog bogatstva jake industrije prije nego što su investirale u razvoj svojih kolonija. Na kraju kolonijalizma mnoge su zemlje napuštene bez društvenih, ekonomskih ili političkih struktura koje obeshrabruju razvoj toliko da se siromaštvo ustalilo. U većini slučajeva povučene su umjetne granice koje nisu odražavale želje lokalnih stanovnika i koje su odvele mnogim građanskim ratovima ili društvenoj nestabilnosti. Ostali važni povijesni utjecaji uključuju nesposobne vlasti ili zadržavanje plemenskog načina života koje sprječava zemlju od daljnjeg gospodarskog razvoja.
- ekonomski

Zemlje bogate resursima poput željezne rudače, nafte i ugljena vjerojatnije će se lakše industrijski razviti jer ne moraju uvoziti te resurse što bi inače vodilo dugovanjima. Njihovo vađenje i prodaja stvorilo je poslove i transportne sustave dok je istovremeno davalo određenim zemljama trgovinsku i političku premoć nad drugima. Resursi mogu također zaraditi velike količine novca u trgovini, dopuštajući zemljama da ulažu u ostale industrije. Mnogi su se europski narodi razvili tijekom industrijske revolucije na industriji ugljena i željeza. Ipak, činjenica da se mnogi resursima bogati (posebno naftom) narodi Afrike i Srednjeg istoka nisu gospodarski razvili dok su se iskopavali njihovi resursi, pokazuje da ti čimbenici nisu sami za sebe dovoljni. Često se razvijaju kleptokracije oko tih industrija koje postaju veoma bogate, a malo ulažu u samo stanovništvo te zemlje. Dva najbolja primjera su Nigerija i Saudijska Arabija. Bogatstvo koje se stvara može zapravo često pomoći utvrđivanju nesposobne diktature na vlast ili čak voditi razornim ratovima za resurse kao što se dogodilo u Africi.
- regionalni

Prirodni rizici poput poplava, suša, potresa, vulkana, oluja, uragana, bolesti, najezdi štetočina, pomora životinja sprječavaju gospodarski razvoj. Velike prirodne katastrofe mogu uvelike unazaditi zemlje u njihovom gospodarskom razvoju kao što je periodično poplavljivanje Bangladeša. Budući da donose hranjive sedimente, vulkani i poplave mogu često imati i pozitivan i negativan učinak. Područja oko vulkana i poplavnih delti često su jako naseljena, kao u Egiptu, Bangladešu i Indoneziji. Bolesti poput malarije koje bujaju u tropskim klimama i AIDS koji je endemičan u Africi sprječavaju ljude od rada i stvaraju gospodarski teret društvu. Najezde štetočina kao što su skakavci smanjuju poljoprivredne prinose i čine težima zarađivanje dovoljno novca da se pobjegne održivoj poljoprivredi. Pouzdani izvori vode potrebni su za produktivnu poljoprivredu i za manje opsežnu industriju. Čovjekom izazvani problemi određenih regija uključuju dezertifikaciju, slanost, zagađenje vode, krčenje šuma i mnoge druge. Dezertifikacija je uzrokovana upravljanjem siromašnom zemljom tako da se uklone hranjive tvari potrebne za rast biljaka. To je globalni problem s masivnim posljedicama za zemlje koje pogađa. Slanost je uzrokovana slabim tehnikama navodnjavanja. Zagađenje vode iz industrije mogu izazvati kiseline i baze, otrovni minerali i materijali s visokom biokemijskom potrebom kisika koji uzrokuju cvjetanje algi. Ovo zagađenje otežava stanovništvu pristup svježoj vodi. Sječa u početku donosi investiranja ali zemlja s uklonjenim drvećem često je daleko reducirane poljoprivredne vrijednosti i ranjiva je na dezertifikaciju. Posječene kišne šume posebno su ranjive na mineralno ispiranje zahvaljujući ogromnim oborinama, pa često postaju bezvrijednima. Kako je turizam danas glavni izvor dohotka većini slabije razvijenih zemalja potrebno je brinuti se za prirodna bogatstva koja mogu donijeti dugoročni izvor bogatstva.
- politički

Vjerojatnije je da će se zemlje razviti kada imaju stabilnu vlast koja dobro makro-upravlja ekonomijom i investira u nacionalnu infrastrukturu, trgovinu, upravljanje okolinom i koja izbjegava građanske ratove. Zakonsko pravilo potrebno je da se investitori osjećaju dovoljno pouzdanima da šalju svoj novac u određenu zemlju. Jasna legalna pravila o vlasništvu dobara omogućuje ljudima da koriste dobra za sporedne zajmove za kapitalni razvoj, ili da prodaju neka dobra da steknu kapital za ostala nastojanja. Osiguravanjem radničkih prava može značiti da radnici primaju više novaca i da se mogu izvući iz siromaštva ali može imati i učinak destimulacije multinacionalnih kompanija da napuste zemlju te da potraže druge zemlje s manje zakonskih zabrana. Sugestira se da je dobro vladanje preduvjet gospodarskome razvoju te većina zemalja donatora pomoći shvaćaju sada da velik dio njihova novca nije postignuo ništa zbog korumpiranih primatelja. Zbog toga razloga standardi vladanja su zahtjevi za većinu novčane pomoći. Na nesreću, mnoge vlade, posebno u Africi i europskom jugoistoku su ili nesposobne ili ne žele pomoći svojim vlastitim zemljama da se razviju, a bez te podrške zemlja može rijetko napredovati.
Problemi koji dolaze:
- pristup hrani, obrazovanju i skloništu
- industrijalizacija
- dug
- održivost razvoja

## Poveznice
- siromaštvo
- pomoć
- demografija